# Државност
Државност је међународна правна способност која према доктрини међународног права укључује следеће основне елементе:
- Државна територија,
- Становништво (са држављанством),
- Суверенитет, као највишу власт на државној територији, која се условно може ограничити само вишим нормама обавезујућег међународног права тј. једино ius cogens нормама. [1]

У модерно доба међународна правна доктрина такође сугерише да категорија државност садржи и четврти важан елемент: међународноправни субјективитет. Овај међународноправни субјективитет је правна способност за закључивање међународноправних споразума, представљање у међународним (дипломатским) односима, вршење дипломатских правних послова и издавање или слање / закључивање аката, стицање имовине, и посебно способност правног лица да тужи (или буде тужено) пред међународним судовима или сличним правним телима где се подразумева да страна која тужи или је тужена има статус међународног правно лица.
Поред међународноправног субјективитета у 19. и посебно у 20. веку, развија се и идеја о унутрашњем правном субјективитету државе, који у модерно доба омогућава грађанима и другим унутрашњим правним лицима да туже државу као унутрашње-правно лице у националном (уставном) правном поретку.